# Jean-Pierre Vidal
 Jean-Pierre André (Jean-Pierre) Vidal (24 februari 1977, Saint-Jean-de-Maurienne) is een Frans voormalig alpineskiër uit La Toussuire. Gedurende zijn loopbaan als skiër veroverde Vidal onder andere een Olympische gouden medaille (tijdens de Olympische Winterspelen 2002) en een WK-titel (in 2005). Op de Olympische Spelen in 2006 was Vidal wederom favoriet voor goud, maar na een breuk aan zijn onderarm zette Vidal op 24 februari 2006 een punt achter zijn carrière.
Hij komt uit een olympisch familie. Zo kwamen ook Jean-Noël Augert (neef), Vanessa Vidal (broer) en Jean-Pierre Augert (neef) uit op de Olympische Spelen.

## Voornaamste resultaten als skiër
- Franse kampioenschappen alpineskiën:
  -  Winnaar op de slalom: 2001 en 2003
  -  Winnaar op de reuzenslalom: 2001, 2004 en 2005

- Wereldkampioenschappen alpineskiën:
  -  2005, Bormio: brons met landenteams

- Wereldbeker Alpineskiën: 

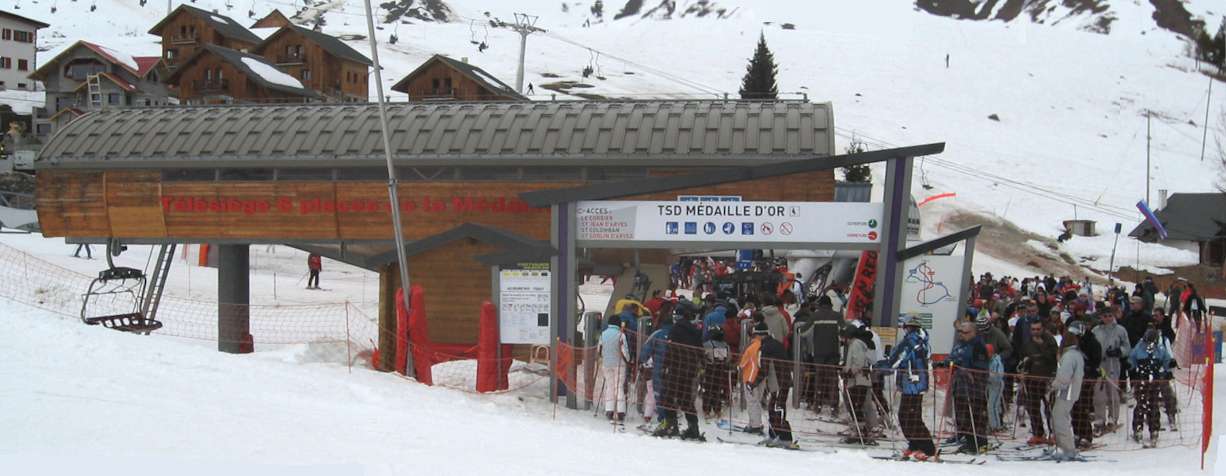
Stoeltjeslift "Médaille d'Or" in La Toussuire.

  - Beste plaats algemeen klassement: 13e in 2002.
  -  2001, Kranjska Gora: Eindoverwinning in de slalom (22 december)
  -  2006, Kitzbühel: Eindoverwinning in de slalom (22 januari)

- Olympische Winterspelen:
  -  2002, Salt Lake City: goud op de slalom.

## Trivia
- Vidal beëindigde zijn carrière op 24 februari 2006, na een ongeluk tijdens de training. Dit viel samen met zijn 29ste verjaardag. Ten tijde van dit besluit, waren de Olympische Winterspelen 2006 nog volop bezig.
- In het skidorp La Toussuire (Les Sybelles) heeft men na de overwinning van Vidal op de Olympische Winterspelen van 2002 de nieuwe stoeltjeslift Médaille d'Or genoemd. Dit ter ere van de prestatie van Vidal op de slalom.
- Vidal is familie van de Franse alpineskiër Jean-Noël Augert. Augert won in 1970 de gouden medaille slalom tijdens de wereldkampioenschappen alpineskiën.